# Robert Pfleger (Chemiker)
Robert Eugen Pfleger (* 15. Juli 1906 in Berlin; † 19. Oktober 1971 in Bamberg) war ein deutscher Chemiker, Pharmaunternehmer und Stifter.

## Leben und Werk
Robert Pfleger wurde als Sohn des Kaufmanns Otto Pfleger und der Eusebia geb. Rüger in der elterlichen Wohnung in der Markgrafenstraße 15 in der Friedrichstadt geboren. Der Vater war Protestant, die Mutter Katholikin.  Nach dem Abitur am Gymnasium Steglitz, begann er 1924 sein Chemiestudium an der Berliner Friedrich-Wilhelms-Universität. Gemeinsam mit seinem lebenslangen Freund Ernst Boris Chain war er dort Schüler von Max Bodenstein, Herbert Freundlich, Fritz Haber, Walther Nernst, Robert Pschorr, Wilhelm Schlenk, Otto Warburg und Fritz Micheel. 1929 schloss Pfleger sein Studium mit der Promotion ab und arbeitete bis 1931 als Wissenschaftlicher Assistent am Kaiser-Wilhelm-Institut für Chemie.
Bis 1938 war er tätig als wissenschaftlicher Mitarbeiter des Dresdner pharmazeutischen Unternehmens Gehe & Co. AG, als Betriebsleiter und Leiter der wissenschaftlichen Abteilung der Berliner Firma Dr. Oehren & Co., als wissenschaftlicher Mitarbeiter am Chemischen Institut der Charité und am Pharmakologischen Institut der Berliner Universität und zuletzt als Chemiker bei der Berliner Firma Krienitz & Co. 1938 machte sich Pfleger als Arzneimittelchemiker selbständig.
Nach seiner Wehrmachtszeit floh er mit seiner Frau und seinen drei Kindern nach Bamberg und baute dort ab 1945 sein pharmazeutisches Unternehmen Dr. R. Pfleger auf. 1945 und 1946 war Pfleger gleichzeitig Lehrbeauftragter an der Universität Erlangen und der Philosophisch-Theologischen Hochschule Bamberg. Nachdem sich Pfleger im Herbst 1946 mit der Schrift "Neue Wege in der Arsentherapie" habilitiert hatte, war er seit  Juni 1947 Privatdozent der Naturwissenschaftlichen Fakultät der Universität Erlangen und wurde dort 1958 zum außerplanmäßigen Professor ernannt.
Durch testamentarische Verfügung vom 19. Juli 1970 ordnete Robert Pfleger die Gründung der Doktor Robert Pfleger-Stiftung an, die dann am 24. September 1974 errichtet wurde. Sie übt seither die Eigentümerfunktion über sämtliche Unternehmen Pflegers aus; ein großer Teil der Erträge fließt in karitative Unternehmungen, dient der Förderung wissenschaftlicher Forschung und finanziert die Dotierung des Robert Pfleger-Forschungspreises.
Robert Pfleger ist der Vater des deutschen Schach-Großmeisters Helmut Pfleger.

## Veröffentlichungen (Auswahl)
- Über die Einwirkung von Bromwasserstoff-Acetylbromid auf Zellulose und Zellobiose. Phil. Diss. Berlin 1929